# Ecay de Lónguida
Ecay (en euskera: Ekai) o Ecay de Lónguida (en euskera Ekai Longida) −oficialmente Ekai de Lónguida / Ekai-Longida− es un concejo perteneciente al municipio de Lónguida, Comunidad Foral de Navarra, España. Está situado en la comarca de Aoiz y en la Merindad de Sangüesa. Su población en 2007 era de 92 habitantes. Encontrándose a 498 m s. n. m., dista 26 km de Pamplona.

## Toponimia
La existencia en Navarra de otra localidad homónima situada en la comarca de La Barranca e integrante del municipio de Araquil motivó el que a este concejo, situado en el valle de Lónguida y de menor tamaño, se le asignase a su topónimo el complemento de Lónguida (en euskera simplemente Longida, sin guion). 
La versión oficial del nombre, de uso en todas las administraciones y señales viarias, emplea la forma vasca Ekai, ya que es un topónimo de origen vasco. Esto ocurre en cualquier idioma, siendo además la forma comúnmente utilizada por la población en general, aún en castellano. 
Comentario lingüístico: el nombre resulta oscuro, acaso derivado de la variante en composición de hegi “ladera”, ek-. Julio Caro Baroja dice que hay un testimonio de que ai significa “declive o ladera” pero no ve clara la relación con el nombre.[cita requerida]
Documentación antigua: Ekai (1274-79, NEN); Ekai (Ekay) (1058, NEN); Equay (1268, 1366, 1591, NEN).

## Geografía
Limita al norte con Aoiz, al sur con Villaveta, al este con Meoz y al oeste con Oleta.
Situado en un pequeño llano al sur de Aoiz y derecha del río Irati, en las inmediaciones de la carretera que va de la capital de provincia a la del partido judicial. Posee un clima frío y sano, determinado principalmente los vientos de componente norte y sur. 
Terreno arenoso, rojo y baral, contiene un soto de arbustos y en la carretera junto a la fuente, una chopera por el este le baña el río Irati, y por sur la regata de Gurpegi que desagua en aquel dentro de este término.

## Demografía
| 2000 | 2001 | 2002 | 2003 | 2004 | 2005 | 2006 | 2007 |
| ---- | ---- | ---- | ---- | ---- | ---- | ---- | ---- |
| 77   | 77   | 78   | 87   | 88   | 89   | 91   | 92   |

## Historia
El monasterio de Leyre recibió por donación en 1058 una casa del lugar con sus dependencias y un “molino”. Los Hospitalarios de San Juan de Jerusalén también poseyeron heredades en su término desde el siglo XIII.
Hasta comienzos del XIX gobernaban el lugar el diputado del valle de Lónguida y un regidor elegido entre los vecinos. En 1847 su principal vía de comunicación era un camino carretil hacia Pamplona. En el siglo XX contó además con el ferrocarril del Irati y con caja rural.
El centro hospitalario de Ecay perteneció a la Colegiata de Roncesvalles, y posiblemente por hallarse en el camino de Lumbier, Sangüesa y Pamplona, fue hospital de peregrinos. A mediados del siglo XIX poseía tierras y viñedos que rentaban en 1843 unos setenta robos de trigo al año. Se desconoce la fecha en que dejó de cumplir la función del Hospital.

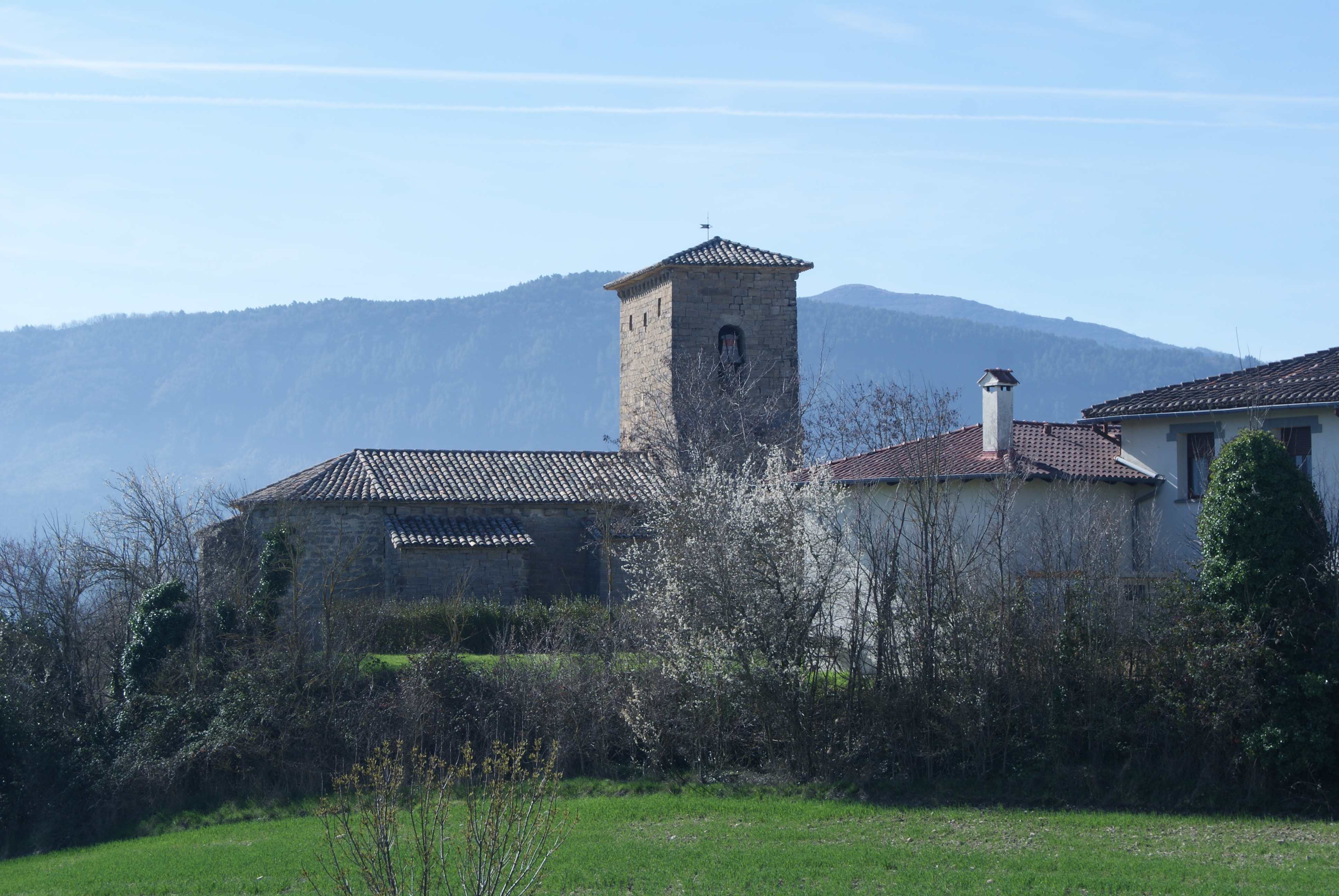
Iglesia de San Martín

## Monumentos y lugares de interés

### Palacio
Aparece como de cabo de armería en la nómina oficial del Reino. El año 1621 inició procedimiento para obtener plaza como caballero remisionado su poseedor don Alejos Ruiz de Murillo. En 1727 don Miguel de Balanza, dueño del mayorazgo de Almoravid y de este palacio, litigó con el fiscal y patrimonial para lograr el rebate de cuarteles.

### Arte
Dada la proximidad de Ecay al antiguo camino de peregrinos o “camino francés” a Santiago de Compostela, cabe pensar que gozara de florecimiento económico y artístico durante la Edad Media, tal y como todavía se advierte en la parroquia de San Martín y queda confirmado por los documentos. El templo, construido sobre el punto más alto del pueblo, se halla bajo la advocación del “apóstol de las Galias”, San Martín de Tours, obispo y confesor. Es un pequeño edificio, realizado en piedra, de acusado carácter rural. Presenta en planta una sola nave cubierta con bóveda de medio cañón apuntando sobre arcos fajones que apean en ménsulas situadas a mitad de altura de los muros. El ábside de su cabecera se cubre con bóveda de horno precedida de tramo abovedado con cañón apuntado. La luz llega al interior a través de la puerta de ingreso, abierta en el segundo tramo del muro de la epístola y de la estrecha ventana que se localiza en el centro del ábside. Su portada presenta arco de medio punto rebajado y siete arquivoltas sin decorar que apoyan en finos baquetones unidos por una moldura ornada con decoración incisa de roleos. Entre el primitivo tejaroz que la protegía, del que quedan algunos modillones, y el tejado actual, colocado en un lugar más alto, se sitúa un crismón en bajorrelieve. La torre campanario se encuentra adosado a los pies del templo; es de dos cuerpos y del mismo material que aquel. A ella se accede por el interior desde el coro, situado en alto y en el último tramo de la nave. Por las características formales señaladas en su arquitectura la iglesia parece corresponder a una fecha avanzada dentro del siglo XIII, acorde con una tradición románica tardía. En época posterior, en los siglos XVI a XVII, le fueron añadidas sendas capillas laterales junto a la cabecera, de planta rectangular y testero recto, a las que se dotó de bóveda de cañón como sistema de cubierta. Finalmente, se incorporó una pequeña sacristía en el lado de la epístola, junto a la capilla mayor, a la que se accede directamente desde el presbiterio.
En su interior el mobiliario hoy es escaso y de época y estilo muy posteriores al edificio. De época medieval únicamente se conserva una imagen, en madera policromada, de Santa María entronizada con el Hijo sobre su regazo que, a pesar de su restauración, aún conserva los rasgos de un modelo original románico avanzado. Se localiza en la capilla correspondiente al lado del evangelio, aun cuando se sabe documentalmente que en otro tiempo se encontraba en el retablo mayor, junto a la imagen titular de San Martín. El retablo mayor ocupa todo el frente de la cabecera. Es obra de carácter popular, en estilo barroco, configurada por un solo cuerpo de tres calles y coronamiento. Su traza y mazonería se deben a Juan San Miguel, maestro-arquitecto y ebanista de la villa de Urroz, al que se le pagaron tres mil cien reales en 1725. La imagen central del santo obispo de Tours, en madera policromada, aparece corresponder a un retablo anterior al actual, (siglo XVII) mientras que los dos lienzos que la franquean, con San Fermín y San Francisco Javier, son obra del pintor José Aloza, quien recibió por ellos la suma de ochocientos treinta y dos reales en 1713. En las capillas laterales hubo “altares antiguos”, el uno de San Blas y el otro de Santa Catalina que han desaparecido.
Pero el mejor ornato del templo lo constituían, originalmente, sus pinturas murales que, formando diversas composiciones, cubrían a la capilla mayor y las paredes laterales. Al cabo del tiempo y quizá debido a su deterioro se consideró oportuno ocultarlas, para lo cual se dispuso un gran retablo de mazonería en la cabecera y se cubrió con cal el resto de los muros. La decoración mejor conservada es aquella que ocupa la mayor parte media e inferior del ábside, oculta por el retablo mayor. Allí se representan pasajes de la leyenda de San Martín encuadrados por fingidas arquitecturas y enriquecidas por textos explicativos de su significado en la parte inferior de cada escena. De izquierda a derecha se encuentran: La aparición de Cristo a San Martín, el Milagro del pino derribado, la Resurrección de un catecúmeno por el Santo y la Consagración de Martín como obispo de Tours. Del mismo estilo son otras composiciones semiocultas por el enlucido que ocupan la parte derecha del presbiterio y el segundo tramo del lado del evangelio. Allí se reconoce la Detención de San Blas, obispo de Sebasta, por orden del gobernador romano, y a San Cristóbal con el Niño sobre su hombro izquierdo, respectivamente. Estilísticamente todas ellas pertenecen al estilo “francogótico” o lineal, obediente a modelos pictóricos de influencia francesa, de cuidadoso dibujo y brillante policromía. Se propone  su adscripción al taller o talleres que desarrollaron su actividad en la zona pamplonesa del sureste y en la zona norte de la provincia de Zaragoza durante el segundo tercio del siglo XIV, con interesantes realizaciones en el campo de la pintura mural y de la pintura sobre tabla.